# Sardis (Kentucky)
Pour les articles homonymes, voir Sardis.
Sardis est une ville américaine située dans les comtés de Mason et de Robertson, dans le Kentucky. Selon le recensement de 2020, sa population est de 60 habitants.